# Arthraxon inermis
Arthraxon inermis är en gräsart som beskrevs av Joseph Dalton Hooker. Arthraxon inermis ingår i släktet Arthraxon och familjen gräs. Inga underarter finns listade i Catalogue of Life.